# 西村優希
西村 優希（にしむら ゆうき、1990年1月28日 - ）は、北海道紋別郡遠軽町出身の元プロ野球選手（投手）、雪合戦選手。プロでは育成選手であった。

## 経歴
父親とのキャッチボールをきっかけに、小学3年生のときに遠軽東イースターズで野球を始める。遠軽町立遠軽中学校では野球部に所属した。
地元の北海道遠軽高等学校に進学すると、硬式野球部では1年秋からベンチ入りし、エースになる。2年夏は北見支部予選を勝ち上がり、北北海道予選大会の決勝・白樺学園まで進むが、先発投手が打ち込まれ、西村の登板後も更に差を広げられてしまい、1対9に敗れ、甲子園出場を逃した。3年夏も北北海道予選大会までは進むが、1回戦で敗退。
3年時に2007年ドラフト会議で読売ジャイアンツから育成2巡目で指名を受ける。
巨人には、3年間在籍するが一軍出場や支配下選手登録は叶わずに2010年オフに退団。
退団後には、社会人野球の強豪・西濃運輸に入社。しかし、肘に違和感を抱え、2011年12月にトミー・ジョン手術を受ける。西村の入団に関わった後藤寿彦の監督退任を受けて、自身も退部を決意し、2012年7月に退社した。
西濃運輸をわずか1年あまりで退社後は、地元・北海道に戻り、2012年7月には、設計や不動産業を営む、株式会社ecoaハウス（通称：神出設計エコアハウス）に入社。社業では、気密測定士や玉掛けの資格を取得し、賃貸・不動産部のシニアリーダーを務めている。軟式野球部に所属して野球を継続しており、2020年の天皇賜杯第75回全日本軟式野球大会（ENEOSトーナメント）では、1回戦の対北陸ガス戦で先発し、7回途中無失点の好投で勝利をあげている。
また、同社軟式野球部のメンバーの何名かは雪合戦チームの「でぃくさんズ神出」にも所属しており、西村も参加。2015年開催の昭和新山雪合戦世界大会では2連覇を達成している。

## 選手としての特徴・人物
長身から投げ下ろすストレートと縦に割れるカーブが持ち味だった。
弟の西村純季も投手としてプレーした野球選手であり、桐蔭横浜大学を経て鷺宮製作所硬式野球部で活躍した。退部後の2020年2月より、兄と同じecoaハウスに就職し、工事部に在籍している。同社軟式野球部にも在籍し、全日本軟式野球大会で兄弟リレーをしたこともある。

## 詳細情報

### 年度別投手成績
- 一軍公式戦出場なし

### 背番号
- 103（2008年 - 2010年）